# Mads Reginiussen
Mads Reginiussen (* 2. Januar 1988 in Alta) ist ein norwegischer Fußballspieler, der zurzeit bei dem in der Eliteserien, der höchsten norwegischen Spielklasse, spielenden Verein Ranheim IL unter Vertrag steht ist.

## Werdegang
Reginiussen begann 2002 mit dem Fußballspielen in seiner Heimatstadt bei Alta IF, für den auch sein älterer Bruder Tore spielte. Für den Klub debütierte er als Nachwuchsspieler, der zuvor bereits in den norwegischen U-15- und U-16-Auswahlmannschaften gespielt hatte, im Herbst 2005 in der Adeccoligaen, stieg aber mit der Mannschaft am Saisonende in die drittklassige 2. divisjon ab. Zwischenzeitlich zum Stammspieler avanciert, kehrte er mit dem Klub zur Spielzeit 2008 in die zweite Liga zurück. In 29 Spielen erzielte er dort sieben Tore, was ihm Aufmerksamkeit im höherklassigen Bereich einbrachte. Im September 2008 unterschrieb er schließlich einen ab Januar 2009 gültigen Vier-Jahres-Kontrakt bei Tromsø IL in der Tippeligaen.
Für den Klub aus Nordnorwegen, bei dem auch sein Bruder aktiv war, kam Reginiussen vornehmlich als Einwechselspieler zum Einsatz. In der Spielzeit 2009 brachte er es somit auf sechs Erstligaeinsätze, in der folgenden Spielzeit auf elf Partien. Anfang 2011 wurde er daher mit einigen norwegischen Klubs in Verbindung gebracht und nahm im Februar als Probespieler am Trainingslager von Ranheim Fotball teil. Im März einigten sich schließlich die beiden Vereine auf ein Leihgeschäft bis zum Saisonende. Beim Zweitligisten war er Stammspieler und erzielte sechs Saisontore. Nachdem sein Vertrag nach der Rückkehr zu Tromsø nicht verlängert worden war, verpflichtete ihn Ranheim am 1. März 2012 fest.